# Sybil Bauer
Sybil Bauer (n. 18 septembrie 1903, Chicago, Illinois, SUA – d. 31 ianuarie 1927, Chicago, Illinois, SUA) a fost o înotătoare ce a reprezentat Statele Unite ale Americii, medaliată olimpică. A participat la o ediție a Jocurilor Olimpice (1924) în care a câștigat două medalii de aur.